# 青森灣大橋
青森灣大橋（日语：青森ベイブリッジ）是日本青森縣青森市的一座橋梁。建設的目的是提供青森港的貨物運輸，是青森市的著名地標景點。

## 橋梁概要
- 路線名：青森港臨港道路2號線
- 橋長：1,219.0m（中央徑間498m，側徑間721m）
- 幅員：25.0m
- 橋梁形式：斜張橋（主徑間部）
- 車道數：4車道

## 沿革
- 1982年（昭和57年） - 計畫開始（事業名稱：青森港改修事業）
- 1985年（昭和60年） - 開工
- 1992年（平成4年）7月 - 暫時開放2車道。土木學會田中賞獲獎。
- 1994年（平成6年）7月 - 4車道全線開通
- 2002年（平成14年） - 耐震融雪事業開始（事業名：青森港 本港地区 橋梁（耐震強化），總事業費約25億日圓）。

## 主要連接道路
- 青森縣道18號青森港線（通稱：柳町通）
- 臨港道路1号線
- 臨港道路3号線

## 周邊
- 青森站
- 青函連絡船

## 外部連結
- （日語）青森灣大橋 - 開発虎ノ門コンサルタント
- （日語）青森灣大橋 - 大林組